# Prix George Van Biesbroeck
Le prix George Van Biesbroeck est remis chaque année afin de récompenser un scientifique toujours en vie ayant mené une brillante carrière dans le domaine de l'astronomie. Depuis 1997, la distinction est donnée par l'American Astronomical Society.
Le prix est ainsi nommé en l'honneur de l'astronome américano-belge George Van Biesbroeck (1880–1974).

## Lauréats

### Récompenses données par Van Biesbroeck Award, Inc.
- 1979 : D. Scott Davis
- 1980 : Marcia Rieke
- 1981 : Marc Aaronson, Jeremy Mould
- 1982 : Erick Young
- 1983 : Pas de remise de prix cette année-là
- 1984 : John Stocke
- 1985 : Mark Giampapa
- 1986 : John Hill
- 1987 : Pas de remise de prix cette année-là
- 1988 : Dorrit Hoffleit
- 1989 : Brian G. Marsden
- 1990 : Aden Meinel
- 1991 : Barry Clark
- 1992 : Bob Kurucz
- 1993 : Janet Akyüz Mattei
- 1994 : Wayne Warren, Jr.
- 1995 : Arlo Landolt
- 1996 : Dave Crawford

### Récompenses données par l'AAS
- 1997 : Helmut Abt
- 1998 : Frank Lovas
- 1999 : Barry Lasker
- 2000 : D. Harold McNamara (en)
- 2001 : Michael Kurtz (en)
- 2002 : Victor Blanco
- 2003 : Donat Wentzel (en)
- 2004 : Rodger Doxsey
- 2005 : Eric Greisen
- 2006 : Pas de remise de prix
- 2007 : Stephen P. Maran
- 2008 : Peter Stetson
- 2009 : George Coyne
- 2010 : Virginia Trimble
- 2011 : David S. Leckrone
- 2012 : C. Megan Urry
- 2014 : Michael Hauser
- 2016 : Rick A. Perley
- 2018 : Debra Meloy Elmegreen
- 2020 : Roc M. Cutri